# Fyracle
Fyracle jest specjalną wersją Firebird - bazy danych open source - pozwalającą korzystać ze składni języka SQL w wersji PL/SQL, zaimplementowanej w serwerach Oracle. Jej celem jest ułatwienie przenoszenia aplikacji napisanych dla Oracle do środowiska open source.
Fyracle składa się z trzech elementów:
1. rozszerzeń bazy Firebird, takich jak obsługa dziedziczonych i tymczasowych tabel, hierarchiczne zapytania, silnik języka PL/SQL, wsparcie dla semantyki specyficznej dla Oracle - takiej jak równoważność pustych napisów i NULL w pewnych kontekstach;
2. biblioteki klienckiej, która tłumaczy składnię specyficzną dla Oracle do wersji zrozumiałej dla serwera Firebird, na przykład zmiana w złączeniach JOIN zamiana (+) na składnię połączeń zgodną z ANSI;
3. kompilatora PL/SQL, który przekształca kod źródłowy takich elementów języka jak procedury składowane, funkcje i wyzwalacze na kod bajtowy zrozumiały dla wspomnianego wyżej silnika PL/SQL.

Fyracle obecnie potrafi poprawnie wykonać wszystkie przykłady dołączone do Oracle 7. Cały czas dodawane są kolejne możliwości. Celem jest pełna zgodność z Oracle 9.
Przykładem zastosowania Fyracle jest dostępny jako open source system ERP/CRM "Compiere". Dzięki użyciu Compiere z Fyracle zostaje zmniejszone zapotrzebowanie na zasoby komputera w porównaniu do Oracle i jest znacznie prostsze do zarządzania przez typowych użytkowników Compiere. Innym przykładem jest użycie Fyracle jako bazy danych przez nie wymagające wielkich wydajności aplikacje napisane w Visual Basic, Delphi lub Oracle Developer/2000 z Oracle Developer Suite. Takie aplikacje są łatwiejsze do dystrybucji z Fyracle niż z najnowszymi wydaniami Oracle.